# Jefferson Del Rios
Jefferson Del Rios Vieira Neves (Ourinhos, 4 de novembro de 1943) é um jornalista e um dos maiores críticos teatrais vivos do Brasil, esteve presente na Folha de S.Paulo nos anos 1970, quando foi editor do caderno Ilustrada, e escreveu para o jornal em 1980. Também escreveu em O Estado de S.Paulo nos anos 1990. Teve também passagens por IstoÉ, IstoÉ Senhor, Vogue, Afinal, Around e Bravo.